# Ctimene excellens
Ctimene excellens là một loài bướm đêm trong họ Geometridae.